# Équipe d'Angleterre de cricket
L'équipe d'Angleterre et du pays de Galles de cricket, désignée usuellement sous la dénomination d'équipe d'Angleterre de cricket, représente l'Angleterre et le pays de Galles dans les compétitions internationales majeures et dans les trois principales formes de cricket à ce niveau : le Test cricket, le One-day International (ODI) et le Twenty20 international. Elle est sous le patronage de l'England and Wales Cricket Board (ECB) depuis 1997, après avoir été gérée par le Marylebone Cricket Club de 1903 à 1996.
L'Angleterre a disputé et perdu trois finales de Coupe du monde et a gagné l'édition 2010 de l'ICC World Twenty20. Une rencontre entre l'Angleterre et l'Australie disputée au Melbourne Cricket Ground en 1877 est considérée comme le premier test-match de l'histoire. Les deux sélections, qui partagent une rivalité qui s'exprime notamment à travers les Ashes, disputent également le premier ODI de l'histoire en 1971.

## Compétitions internationales

### Palmarès
- Coupe du monde : Vainqueur en 2019
- ICC World Twenty20 : Vainqueur en 2010
- ICC Champions Trophy : Finaliste en 2004 et 2013

### Parcours
| Coupe du monde de cricket | Coupe du monde de cricket |
| Année                     | Résultat                  |
| ------------------------- | ------------------------- |
| 1975                      | Demi-finaliste            |
| 1979                      | Finaliste                 |
| 1983                      | Demi-finaliste            |
| 1987                      | Finaliste                 |
| 1992                      | Finaliste                 |
| 1996                      | Quart-de-finaliste        |
| 1999                      | Premier tour              |
| 2003                      | Premier tour              |
| 2007                      | Deuxième tour             |
| 2011                      | Quart-de-finaliste        |
| 2015                      | Premier tour              |
| 2019                      | Vainqueur                 |

| ICC World Twenty20 | ICC World Twenty20 |
| Année              | Résultat           |
| ------------------ | ------------------ |
| 2007               | Deuxième tour      |
| 2009               | Deuxième tour      |
| 2010               | Vainqueur          |
| 2012               | Deuxième tour      |
| 2014               | Deuxième tour      |
| 2016               | Finaliste          |
| 2021               | Demi-finaliste     |

| Trophée des champions de l'ICC | Trophée des champions de l'ICC |
| Année                          | Résultat                       |
| ------------------------------ | ------------------------------ |
| 1998                           | Quart-de-finaliste             |
| 2000                           | Quart-de-finaliste             |
| 2002                           | Premier tour                   |
| 2004                           | Finaliste                      |
| 2006                           | Premier tour                   |
| 2009                           | Demi-finaliste                 |
| 2013                           | Finaliste                      |
| 2017                           | Demi-finaliste                 |

### Trophées
L'Angleterre dispute, en particulier, les trophées suivants :
- The Ashes, série de test-matchs contre l'équipe d'Australie, depuis 1882-1883.
- Le Trophée Wisden (Wisden Trophy), remis à l'issue des séries de test-matchs contre l'équipe des Indes occidentales depuis 1963.
- Le Trophée Basil D'Oliveira (Basil D'Oliveira Trophy), remis à l'issue des séries de test-matchs contre l'équipe d'Afrique du Sud depuis 2004-2005.

## Internationaux anglais

### Éligibilité des joueurs

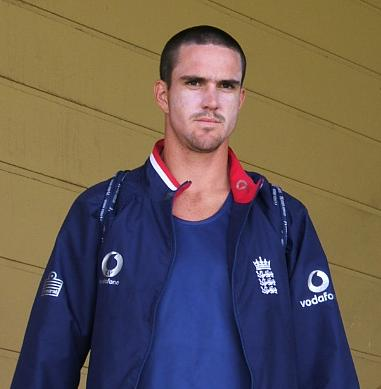
Né en Afrique du Sud, Kevin Pietersen joue pour l'Angleterre.

Tout joueur de nationalité britannique ou irlandaise ou né en Angleterre ou au pays de Galles peut être sélectionné en équipe d'Angleterre. L'International Cricket Council (ICC) permet également à une équipe nationale de faire jouer des étrangers, selon certaines règles établies en 2006. En particulier, un joueur ayant passé au moins 183 jours par an pendant quatre ans en Angleterre sans être sélectionné par son pays d'origine est sélectionnable en équipe d'Angleterre. Le joueur doit en outre ne pas avoir représenté pour son pays d'origine durant cette même période, à moins qu'il ne soit vienne d'un membre associé ou affilié de l'ICC. Avant 2003, cette règle s'appliquait même à ce type de joueurs.

### Joueurs actuels
Les joueurs sélectionnés pour représenter l'Angleterre dans au moins un match international dans l'exercice financier en cours rejoignent le Team England Player Partnership, littéralement le « partenariat des joueurs de l'équipe d'Angleterre », établi en 2001. Dirigé par le président de l'association des joueurs professionnels de cricket (PCA) et présidé par le capitaine de l'équipe de Test, le TEPP assure les négociations de contrats avec l'ECB, la gestion commerciale et financière des joueurs et les relations avec les sponsors. Les bénéfices dégagés par le TEPP sont reversés à ses membres en fonction de leur type de contrat, de leur nombre d'apparitions sous maillot anglais et de leur activité commerciale.
L'ECB propose plusieurs types de contrats aux joueurs. Les contrats dits centraux (central contracts), créés en 2000, sont normalement signés pour une période de douze mois, courant du 1er octobre de l'année en cours au 30 septembre de l'année suivante. Selon le sélectionneur Geoff Miller, ces contrats « marquent une reconnaissance durable des joueurs sélectionnés régulièrement et offrant constamment de bonnes performances, ainsi que des joueurs dont nous pressentons qu'ils pourraient jouer un rôle important pour l'Angleterre au cours des douze prochains mois. » Un joueur sous contrat central est payé directement par l'ECB et ses apparitions internationales sont prioritaires. Ses apparitions en club, quand il est autorisé à les faire, ne donnent lieu à aucune rémunération supplémentaire. Par le passé, un joueur international était payé par son club et était rémunéré pour chaque apparition internationale.
Les joueurs sous contrat central ne pouvaient initialement pas être recrutés par l'Indian Premier League (IPL). Les règles ont été assouplies lors de la deuxième saison : les joueurs de l'équipe d'Angleterre sont disponibles pendant trois semaines pour l'IPL, soit la moitié de la saison, et doivent reverser 10 % de leur rémunération à leur club anglais. Pour l'IPL 2012, seuls Stuart Broad, Eoin Morgan et Kevin Pietersen étaient à la fois titulaires d'un contrat central de l'ECB et d'un engagement en Inde, respectivement auprès des Kings XI Punjab, des Kolkata Knight Riders et des Delhi Daredevils.
| Nom                 | Âge      | Formats         | Club en Angleterre | Capitainerie               |
| Batteurs            | Batteurs | Batteurs        | Batteurs           | Batteurs                   |
| ------------------- | -------- | --------------- | ------------------ | -------------------------- |
| Rory Burns          | 34       | Test            | Surrey             |                            |
| Zak Crawley         | 27       | Test, ODI       | Kent               |                            |
| Dawid Malan         | 37       | Test, ODI, T20I | Yorkshire          |                            |
| Eoin Morgan         | 38       | ODI, T20I       | Middlesex          | Capitaine en ODIs et T20Is |
| Ollie Pope          | 27       | Test            | Surrey             |                            |
| Joe Root            | 34       | Test, ODI       | Yorkshire          | Capitaine en Tests         |
| Jason Roy           | 34       | ODI, T20I       | Surrey             |                            |
| All-rounders        |          |                 |                    |                            |
| Moeen Ali           | 37       | ODI, T20I       | Worcestershire     |                            |
| Sam Curran          | 26       | Test, ODI, T20I | Surrey             |                            |
| Ben Stokes          | 33       | Test, ODI, T20I | Durham             |                            |
| Chris Woakes        | 36       | Test, ODI, T20I | Warwickshire       |                            |
| Gardiens de guichet |          |                 |                    |                            |
| Jonny Bairstow      | 35       | Test, ODI, T20I | Yorkshire          |                            |
| Jos Buttler         | 34       | Test, ODI, T20I | Lancashire         | Vice capitaine             |
| Lanceurs (spin)     |          |                 |                    |                            |
| Jack Leach          | 33       | Test            | Somerset           |                            |
| Adil Rashid         | 37       | ODI, T20I       | Yorkshire          |                            |
| Lanceurs (pace)     |          |                 |                    |                            |
| James Anderson      | 42       | Test            | Lancashire         |                            |
| Jofra Archer        | 29       | Test, T20I      | Sussex             |                            |
| Stuart Broad        | 38       | Test            | Nottinghamshire    |                            |
| Ollie Robinson      | 31       | Test            | Sussex             |                            |
| Mark Wood           | 35       | Test, ODI, T20I | Durham             |                            |

L'ECB propose également des contrats dits « incrémentaux » (increment contract), où le joueur reste salarié par son club et reçoit un paiement forfaitaire pour être disponible au cours de l'année. Son club bénéficie d'une indemnité pour chaque match de club manqué par le joueur à cause de sa sélection internationale. Les contrats incrémentaux sont offerts en début d'exercice, mais peuvent aussi être octroyés sur la base d'un système de points : un joueur gagne 5 points pour une sélection en test-match et 2 points pour une sélection en ODI ou en T20, et obtient automatiquement un contrat incrémental après 20 points acquis au cours de l'exercice.
| Nom              | Club en Angleterre | Rôle               |
| ---------------- | ------------------ | ------------------ |
| Liam Livingstone | Lancashire         | All-rounder (spin) |
| Tom Curran       | Surrey             | Lanceur (pace)     |
| Chris Jordan     | Sussex             | Lanceur (pace)     |
| Dom Bess         | Yorkshire          | Lanceur (spin)     |

### Capitaines
| Ordre | Joueur                          | Début | Fin      | Matchs |
| ----- | ------------------------------- | ----- | -------- | ------ |
| 1     | James Lillywhite                | 1877  | 1877     | 2      |
| 2     | Lord Harris                     | 1879  | 1984     | 4      |
| 3     | Alfred Shaw                     | 1881  | 1882     | 4      |
| 4     | Monkey Hornby                   | 1882  | 1884     | 2      |
| 5     | Ivo Bligh (8e comte de Darnley) | 1882  | 1883     | 4      |
| 6     | Arthur Shrewsbury               | 1884  | 1887     | 7      |
| 7     | Allan Steel                     | 1886  | 1888     | 4      |
| 8     | Walter Read                     | 1888  | 1892     | 2      |
| 9     | W. G. Grace                     | 1888  | 1899     | 13     |
| 10    | C. Aubrey Smith                 | 1889  | 1889     | 1      |
| 11    | Monty Bowden                    | 1889  | 1889     | 1      |
| 12    | Andrew Stoddart                 | 1893  | 1898     | 8      |
| 13    | Tom O'Brien                     | 1896  | 1896     | 1      |
| 14    | Lord Hawke                      | 1896  | 1899     | 4      |
| 15    | Archie MacLaren                 | 1897  | 1909     | 22     |
| 16    | Plum Warner                     | 1903  | 1906     | 10     |
| 17    | Stanley Jackson                 |       |          | 5      |
| 18    | Tip Foster                      |       |          | 3      |
| 19    | Frederick Fane                  |       |          | 5      |
| 20    | Arthur Jones                    |       |          | 2      |
| 21    | H. D. G. Leveson Gower          |       |          | 3      |
| 22    | Johnny Douglas                  |       |          | 18     |
| 23    | C. B. Fry                       |       |          | 6      |
| 24    | Lionel Tennyson                 |       |          | 3      |
| 25    | Frank Mann                      |       |          | 5      |
| 26    | Arthur Gilligan                 |       |          | 9      |
| 27    | Arthur Carr                     |       |          | 6      |
| 28    | Percy Chapman                   |       |          | 17     |
| 29    | Rony Stanyforth                 |       |          | 4      |
| 30    | Greville Stevens                |       |          | 1      |
| 31    | Jack White                      |       |          | 4      |
| 32    | Harold Gilligan                 |       |          | 4      |
| 33    | Freddie Calthorpe               |       |          | 4      |
| 34    | Bob Wyatt                       |       |          | 16     |
| 35    | Douglas Jardine                 |       |          | 15     |
| 36    | Cyril Walters                   |       |          | 1      |
| 37    | Gubby Allen                     |       |          | 11     |
| 38    | Walter Robins                   |       |          | 3      |
| 39    | Wally Hammond                   |       |          | 20     |
| 40    | Norman Yardley                  |       |          | 14     |
| 41    | Ken Cranston                    |       |          | 1      |
| 42    | George Mann                     |       |          | 7      |
| 43    | Freddie Brown                   |       |          | 15     |
| 44    | Nigel Howard                    |       |          | 4      |
| 45    | Donald Carr                     |       |          | 1      |
| 46    | Len Hutton                      |       |          | 23     |
| 47    | David Sheppard                  |       |          | 2      |
| 48    | Peter May                       |       |          | 41     |
| 49    | Colin Cowdrey                   |       |          | 27     |
| 50    | Ted Dexter                      |       |          | 30     |
| 51    | M. J. K. Smith                  |       |          | 25     |
| 52    | Brian Close                     |       |          | 7      |
| 53    | Tom Graveney                    |       |          | 1      |
| 54    | Ray Illingworth                 |       |          | 31     |
| 55    | Tony Lewis                      |       |          | 8      |
| 56    | Mike Denness                    |       |          | 19     |
| 57    | John Edrich                     |       |          | 1      |
| 58    | Tony Greig                      |       |          | 14     |
| 59    | Mike Brearley                   |       |          | 31     |
| 60    | Geoff Boycott                   |       |          | 4      |
| 61    | Ian Botham                      |       |          | 12     |
| 62    | Keith Fletcher                  |       |          | 7      |
| 63    | Bob Willis                      |       |          | 18     |
| 64    | David Gower                     |       |          | 32     |
| 65    | Mike Gatting                    |       |          | 23     |
| 66    | John Emburey                    |       |          | 2      |
| 67    | Chris Cowdrey                   |       |          | 1      |
| 68    | Graham Gooch8                   |       |          | 34     |
| 69    | Allan Lamb                      |       |          | 3      |
| 70    | Alec Stewart                    |       |          | 15     |
| 71    | Mike Atherton                   |       |          | 54     |
| 72    | Nasser Hussain                  |       |          | 45     |
| 73    | Mark Butcher                    |       |          | 1      |
| 74    | Michael Vaughan                 | 2003  | 2008     | 51     |
| 75    | Marcus Trescothick              | 2004  | 2005     | 2      |
| 76    | Andrew Flintoff                 | 2006  | 2007     | 11     |
| 77    | Andrew Strauss (en)             | 2006  | 2012     |        |
| 78    | Kevin Pietersen                 | 2008  | 2008     | 3      |
| 79    | Alastair Cook                   | 2010  | 2018     |        |
| 80    | Joe Root                        | 2018  | En cours |        |

## Statistiques

### Statistiques entest

#### Bilan des matchs en test
Le tableau suivant dresse le bilan de tous les matchs joués par l'équipe d'Angleterre en test-matchs.
L'Angleterre présente un bilan positif par rapport à la plupart autres nations ayant le statut de test, à l'exception de l'Australie et des Indes occidentales. Les différences importantes entre le nombre de matchs joués par adversaire s'expliquent notamment par le fait que toutes ces nations n'ont pas obtenu le statut de test simultanément (de 1877 pour l'Australie à 2000 pour le Bangladesh).
L'Angleterre est l'équipe qui a joué le plus de tests.
| Adversaires                | Nombre de rencontres | Victoires | Draws | Défaites | Rapport victoires/défaites |
| -------------------------- | -------------------- | --------- | ----- | -------- | -------------------------- |
| Afrique du Sud             | 130                  | 54        | 50    | 26       | 2,08                       |
| Australie                  | 316                  | 97        | 88    | 131      | 0,74                       |
| Bangladesh                 | 4                    | 4         | 0     | 0        | -                          |
| Inde                       | 94                   | 34        | 43    | 17       | 2,00                       |
| Indes occidentales         | 138                  | 41        | 45    | 52       | 0,79                       |
| Nouvelle-Zélande           | 88                   | 41        | 40    | 7        | 5,86                       |
| Pakistan                   | 67                   | 19        | 36    | 12       | 1,58                       |
| Sri Lanka                  | 18                   | 8         | 5     | 5        | 1,60                       |
| Zimbabwe                   | 6                    | 3         | 3     | 0        | -                          |
| Total contre 9 adversaires | 861                  | 301       | 310   | 250      | 1,20                       |